# Deutsches Architekturmuseum
Das Deutsche Architekturmuseum (DAM) ist ein Architekturzentrum am Museumsufer in Frankfurt am Main. Als eines von mehreren Museen in Deutschland, die sich ausschließlich dem Thema Architektur widmen (->  Architekturmuseum der Technischen Universität München in der Pinakothek der Moderne, Karlsruher Südwestdeutschen Architekturarchiv, Architekturmuseum der Technischen Universität Berlin), steht es in der Tradition der akademischen Vorbildsammlungen des 19. Jahrhunderts.

## Gebäude
Von 1979 bis 1984 wurde für das DAM eine 1912 erbaute neoklassizistische Doppelhaus-Villa im Stadtteil Sachsenhausen-Nord grundlegend umgebaut, umgestaltet und umgenutzt: Im Innern wurde nach der Entkernung eine weiße Stahlbeton-Konstruktion eingestellt, ein Haus-im-Haus. Auf dem einstigen Gartengelände entstand als Anbau eine eingeschossige Ausstellungshalle, zum Main hin wurde eine Eingangszone vor das Haus gestellt, die erheblich den historischen Eindruck der Villa verändert. 1984 wurde die Neuanlage eingeweiht: „Dieser Bau ist nicht nur ein Haus für die Architektur, sondern auch eines über die Architektur“, so der Architekt Oswald Mathias Ungers, der auch das Pergamonmuseum umbauen sollte. Bereits kurz nach seiner Eröffnung wurde das DAM unter Denkmalschutz gestellt und bei den neueren Umbauten entsprechend sorgfältig bearbeitet.
Ab Ende September 2021 war das Haus für Sanierung und Umbau geschlossen; Ausstellungen und Veranstaltungen fanden im Interimsquartier DAM Ostend statt. FAZ-Redakteur Matthias Alexander schrieb hierzu 2022: „Der Architekturideologe Oswald Mathias Ungers hat eine wilhelminische Prachtvilla am Mainufer Anfang der Achtzigerjahre entkernt, um ihr ein Haus im Haus zu implantieren. Die Folgen seiner gewalttätigen Idee baden Museumsmacher und Besucher bis heute aus: Die engen Räume sind für Ausstellungen ungeeignet, kein Weg ist intuitiv zu finden, und im Auditorium versperren Stützen den Blick aufs Podium.“ Nach Abschluss der Bauarbeiten öffnete das DAM Anfang Juni 2025 wieder an seinem alten Standort.

## Geschichte

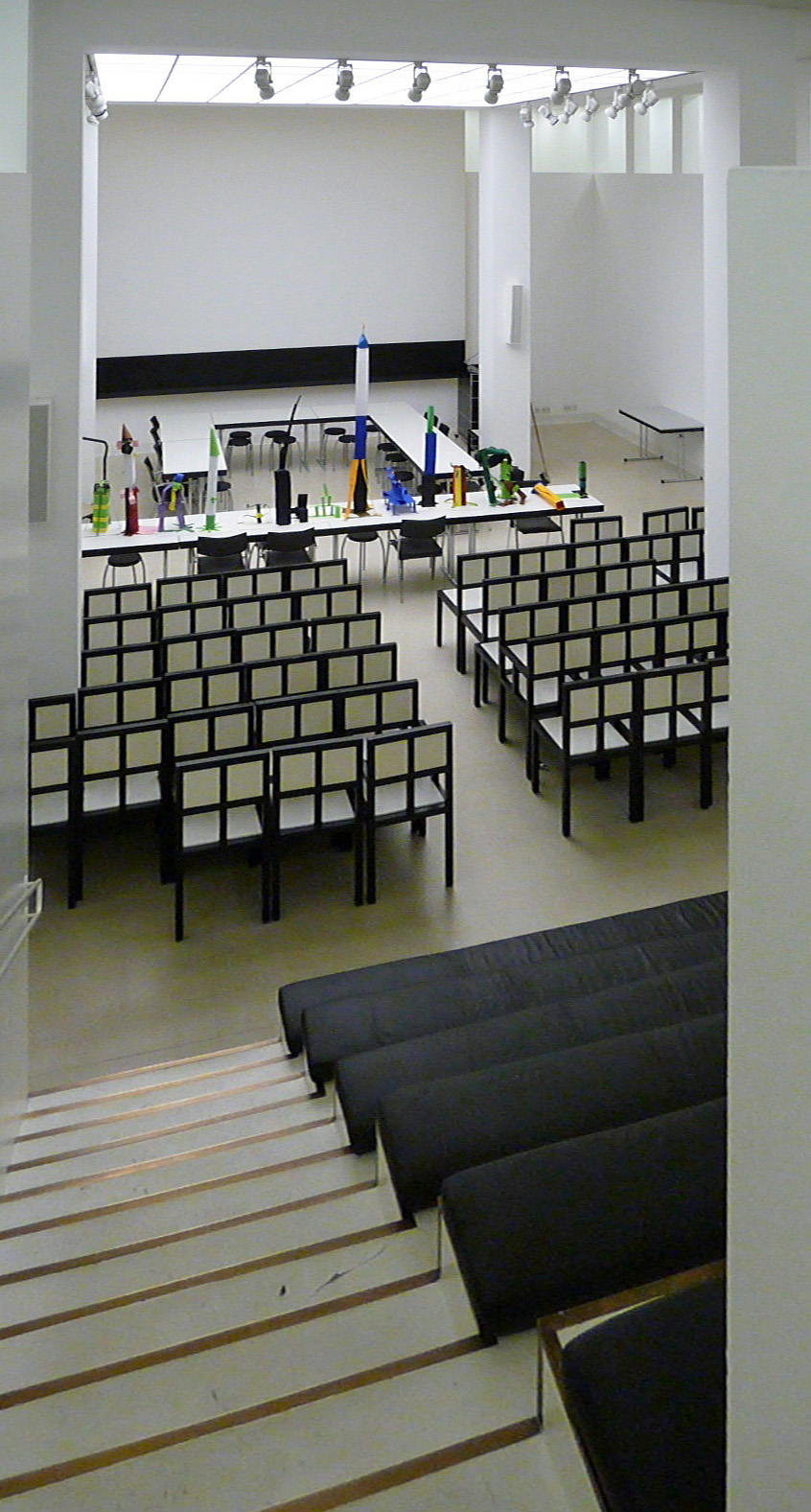
DAM-Auditorium (O.M. Ungers Juni 2008)

Das DAM ist Teil des Frankfurter Museumsufers entlang des Sachsenhauser Mainufers, das noch zu Zeiten der finanzstarken Bankenstadttradition unter Kulturdezernent Hilmar Hoffmann geplant und verwirklicht wurde; für die Konzeption war der Kunst- und Architekturhistoriker Heinrich Klotz aus Marburg verantwortlich, der auch erster Direktor des Museums wurde.
In den 1990er-Jahren begann ein Rückgang der Besucherzahlen: Drastische Mittel-Kürzungen und die Diskussion über eine Schließung beziehungsweise Verlegung nach Berlin schienen zeitweise das Ende des DAM zu bedeuten.
2001 wurde das DAM renoviert und neu eröffnet; nicht nur das Gebäude wurde generalüberholt, man setzte sich auch neue Aufgaben und Ziele: Es sollten auch Ausstellungen zeitgenössischer Architekten präsentiert werden, die Informationen und Inszenierungen für Fachleute und Laien gleich verständlich sein, der Erlebnis- und Unterhaltungscharakter verstärkt und das Haus zu einem Treffpunkt für Industrie, Wirtschaft und Architekten werden.
Unter der Leitung von Ingeborg Flagge konnte das Museum seine Besuchs-Frequenz mehr als verdreifachen; seit 1. April 2006 hat Peter Cachola Schmal die Leitung des Museums inne.

## Konzept
Heute definiert sich das DAM nicht nur als Museum, sondern auch als Ausstellungshalle; es lebt nicht nur von einer Dauersammlung, sondern von immer neuen Ausstellungen: „Als Museum muss es seine bisherige Tradition des Sammelns und Ankaufens auch in Zukunft fortführen, aber die klassischen Formen und überlieferten Inhalte müssen in einer zeitgemäßen Art präsentiert werden, sodass sie für heutige und zukünftige Generationen Bedeutung erhalten.“ sagt die Museumsleitung. Das DAM will seine Ausstellungen attraktiver und sinnlicher als bisher inszenieren; nicht nur das architektonische Endergebnis wird ausgestellt, sondern der Weg dorthin.
Die wichtigste Aufgabe für das DAM ist die Bewältigung des Spagats zwischen Architektur als ästhetische Baukunst für wenige und Architektur als Thema für Viele. Die ästhetische Dominanz klassischer Kultureliten hat heute vielleicht noch nicht völlig ausgedient, ist aber nicht mehr der einzige kulturelle Maßstab. Die heutige Kunst- und Kulturvermittlung muss auch unter dem Aspekt des Erlebnis- und Unterhaltungswertes gesehen werden.
Das DAM ist ein Frankfurter Museum, das seit seiner Gründung bis heute internationale Architekturausstellungen gemacht hat; dennoch leisten weder der Bund noch das Land Hessen finanzielle Zuschüsse. Die Stadt Frankfurt finanziert die Häuser (Museum und Archiv), das Personal und die Betriebskosten und einen Etat, der etwa ein Drittel der Kosten ausmacht. Alle Ausstellungen, Publikationen und Veranstaltungen aber müssen über Sponsoren mitfinanziert werden.

## Direktion
- 1979–1990: Heinrich Klotz
- 1990–1995: Vittorio Magnago Lampugnani
- 1995–2000: Wilfried Wang
- 2000–2005: Ingeborg Flagge
- seit 2006: Peter Cachola Schmal[6]

## Ausstellungen (Auswahl)
Das Deutsche Architekturmuseum zeigt jährlich mehrere Ausstellungen (Auswahl):
- 2009/2010: Fernsehtürme. 8.559 Meter Politik und Architektur.
- 2012: Das Architekturmodell – Werkzeug, Fetisch, kleine Utopie,[7]
- 2013: Nove Novos – Neun Neue. Emerging Architects from Brazil.
- 2013: Bollinger + Grohmann. Hinter den Kulissen.[8]
- 2014/2015: Himmelstürmend. Hochhausstadt Frankfurt. Katalog.[9]
- 2014/2015: Suomi Seven[10]
- 2015: Design für die sowjetische Raumfahrt – Die Architektin Galina Balaschowa[11]
- 2015: Coop Himmelb(l)au: Frankfurt Lyon Dalian.[12]
- 2015: Tropicality Revisited. Neue Ansätze indonesischer Architekten.
- 2016: Between the sun and the moon – Studio Mumbai. Die Wiederentdeckung des indischen Handwerks (eine Ausstellung des arc en rêve centre d’architecture Bordeaux)
- 2016: Zukunft von gestern: Visionäre Entwürfe von Future Systems und Archigram
- 2017: Making Heimat. Germany Arrival Country[13] (Beitrag des Deutschen Pavillon auf der 15. Internationalen Architekturausstellung 2016 – La Biennale di Venezia).
- 2017/18: Frau Architekt – Seit mehr als 100 Jahren: Frauen im Architektenberuf.[14]
- 2017/18: SOS Brutalismus. Rettet die Betonmonster!
- 2018: Große Oper – viel Theater? Bühnenbauten im europäischen Vergleich
- 2019: Bengal Stream. Die vibrierende Architekturszene von Bangladesch
- 2019/20: Paulskirche – Ein Denkmal unter Druck
- 2021: Einfach grün. Greening the city, Kuratoren: Hilde Strobl und Rudi Scheuermann.[15]
- 2022: zu Gast im Freilichtmuseum Hessenpark in Neu Anspach: Schön hier. Architektur auf dem Land[16]
- Mai/Juli 2023: Europäischer Architekturfotografie-Preis architekturbild 2023[17]
- 2025 (14. Juni – 5. Oktober) Architecture and Energy – Bauen in Zeiten des Klimawandels[18][19]

## Preise
Folgende Preise werden vom DAM oder unter Mitwirkung vom DAM vergeben:
- DAM Preis[20]
- Internationaler Hochhaus Preis[21]
- DAM Architectural Book Award[22]
- Europäischer Architekturfotografie Preis
- Bauwelt Preis
- European union prize for contemporary architecture – Mies van der Rohe Award[23] (DAM ist Mitglied des Lenkungs- und Beratungskomitees)
- European Prize for Urban Public Space[24]
- Häuser des Jahres[25]
- Architecture + Technology Award, auch Europäischer Preis für Architektur und Technik: Initiiert von der Messe Frankfurt und dem DAM.[26] Wurde nur 2003[27] und 2006[28] vergeben.

## Deutsches Architektur Jahrbuch
Seit 1980 ist das DAM Herausgeber des jährlich erscheinenden Deutsches Architektur Jahrbuch, in dem eine wechselnde Jury eine Auswahl herausragender Werke der Architektur des Vorjahres vorstellt. Seit 2007 wird in diesem Kontext zudem der DAM Preis für Architektur verliehen. Parallel zu dem Jahrbuch zeigt das Architekturmuseum eine Ausstellung, in der die ausgewählten Gebäude vorgestellt werden.